# Barend Strydom
Barend Hendri Strydom, född 1965 i Natal, Sydafrika, är en sydafrikansk politisk extremist och före detta polisman som 1988 sköt ihjäl sju svarta och sårade femton på en gata i Pretoria. Han hade dagarna innan mördat ytterligare en person och skadat en. För detta dömdes han till döden, men benådades 1992 i en amnesti som även omfattade ANC-aktivisten Robert McBribe. I sydafrikansk media kallades Strydom för Wit Wolf ("vita vargen").